# IBM 5100
IBM 5100 je prijenosno računalo koje je na tržištu predstavljeno u rujnu 1975. godine.
U kućištu računala nalazio se procesor, tipkovnica i zaslon od 1.024 znaka. Kapacitet glavne memorije je 16K, 32K, 48K ili 64K. U kućištu je bio i uređaj za pohranu podataka, magnetska vrpca kapaciteta 204.000 znakova. Računalo je opremljeno programskim jezicima BASIC i/ili APL. Ovisno o količini memorije i ugrađenim programskim jezicima, cijena računala kretala se u rasponu od tadašnjih 8.975 do 19.975 USD. Za cijenu od 3.675 USD bilo je moguće dokupiti 132 stupčani iglični pisač brzine ispisa 80 znakova po sekundi, a za 2.300 USD bilo je moguće dokupiti dodatnu jedinicu za pohranu podataka. Povučen je s tržišta u ožujku 1982. Nasljednik računala IBM 5100 je IBM 5110.